# Aldolase A
Pour les articles homonymes, voir Aldolase.
L’aldolase A est l'une des trois isoformes de l'aldolase, une lyase qui catalyse la réaction :
|                           | {\displaystyle \rightleftharpoons } |     | + |      |
| Fructose-1,6-bisphosphate | {\displaystyle \rightleftharpoons } | G3P | + | DHAP |

Cette enzyme intervient dans la glycolyse et, dans une moindre mesure, dans la néoglucogenèse. Chez l'homme, elle est encodée par le gène ALDOA, situé sur le chromosome 16 et contenant 8 exons.

## Expression des isoformes
L'expression des isoenzymes de l'aldolase — aldolase A, aldolase B, aldolase C — varie au cours du développement. L'aldolase A est exprimée lors du développement de l'embryon et est produite en quantités encore plus grandes dans le muscle adulte et dans les lymphocytes ainsi que dans les érythrocytes. Elle est également exprimée dans le cerveau et les autres tissus nerveux en quantité comparable à celle de l'aldolase C, mais son expression est réprimée chez l'adulte dans le foie, les reins et les intestins. Un déficit en aldolase A a été associé à la myopathie et à l'anémie hémolytique. Il existe plusieurs produits de transcription en raison d'un épissage alternatif. Des pseudogènes ont été identifiés sur le chromosome 3 et le chromosome 10.

## Régulation
Elle est régulée par les substrats du métabolisme énergétique tels que le glucose, le lactate et la glutamine. Il a été observé que, dans les mastocytes, l'aldolase A subit une modification post-traductionnelle par nitration sur un résidu de tyrosine, ce qui modifierait son affinité pour le fructose-1,6-bisphosphate et/ou l'inositol trisphosphate. Ces modifications affecteraient ensuite les cascades de signalisation cellulaire de l'inositol trisphosphate et de la phospholipase C dans les réponses induites par l'immunoglobuline E.

## Rôles divers
Outre son rôle dans la glycolyse et la néoglucogenèse, l'aldolase A intervient également dans la maintenance des tissus musculaires, la régulation de la forme et de la motilité des cellules, la contraction du muscle strié, l'organisation de l'actine dans le cytosquelette (en se liant à la cytohésine 2 (en) (ARNO) et au facteur d'ADP-ribosylation 6 (en)) et la régulation de la prolifération cellulaire.

## Structure
L'aldolase A est un homotétramère, c'est-à-dire qu'elle est constituée de quatre sous-unités identiques. Certains résidus d'acide aminé jouant un rôle clé dans la réaction catalysée ont été identifiés. Ainsi, le résidu de Tyr-363 permet la protonation du C3 du substrat tandis que le résidu de Lys-146 agirait en stabilisant la charge électrique négative de la base conjuguée résultante sur la Tyr-363. Le résidu de Glu-187 joue plusieurs rôles à plusieurs niveaux de la catalyse, y compris la réaction de déshydratation et le clivage du substrat. L'aldolase A est normalement une enzyme cytosolique, mais son abondance dans le noyau est corrélée à la vitesse de prolifération cellulaire. Elle intervient dans le noyau à la phase S du cycle cellulaire. Cette localisation nucléaire est régulée par les protéine kinases Akt1 et p38 (en). Il est possible que le noyau serve de réservoir pour stocket l'aldolase A lorsque le taux de glucose est bas.